# Ontígola
Ontígola település Spanyolországban, Toledo tartományban. Ontígola Colmenar de Oreja, Noblejas, Ocaña és Aranjuez községekkel határos. Lakosainak száma 4992 fő (2024).

## Népesség
A település népessége az utóbbi években az alábbiak szerint változott:
| Lakosok száma | 1340 | 1796 | 2927 | 3665 | 4042 | 4046 | 4272 | 4387 | 4752 | 4992 |
|               | 2001 | 2004 | 2007 | 2009 | 2012 | 2014 | 2017 | 2019 | 2022 | 2024 |